# Cappella Basso della Rovere

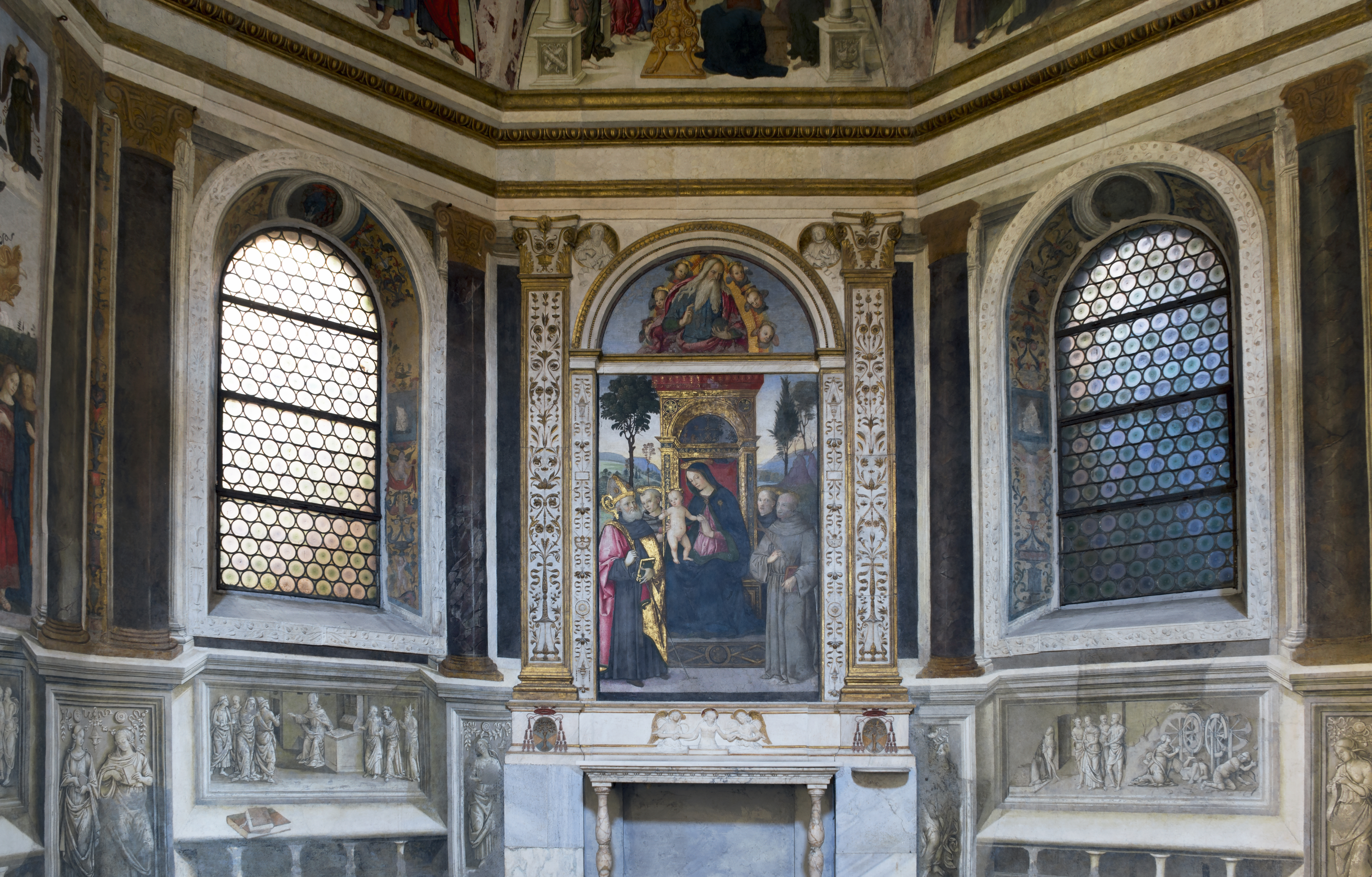
Madonna in trono col Bambino e santi

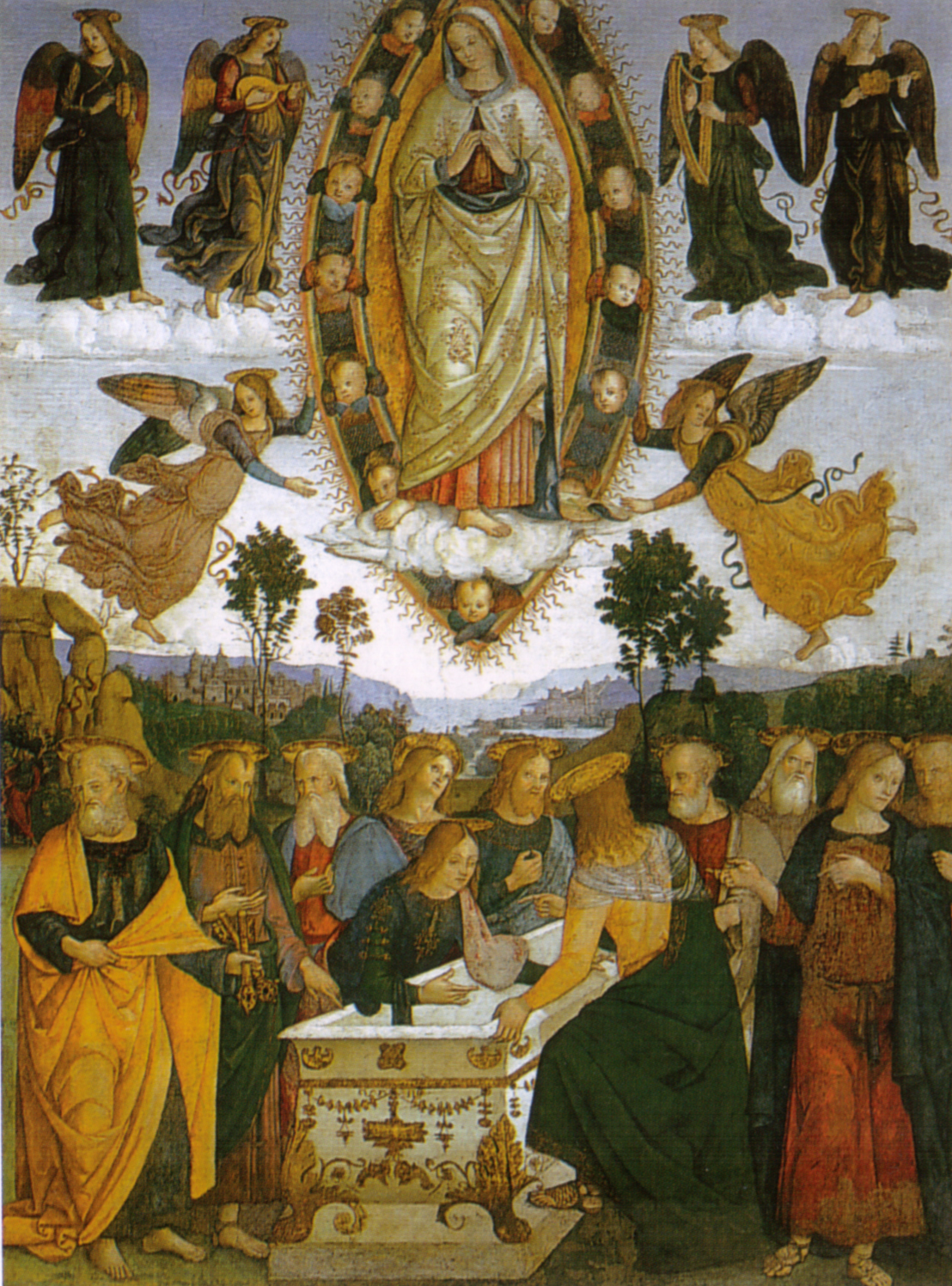
Assunzione della Vergine

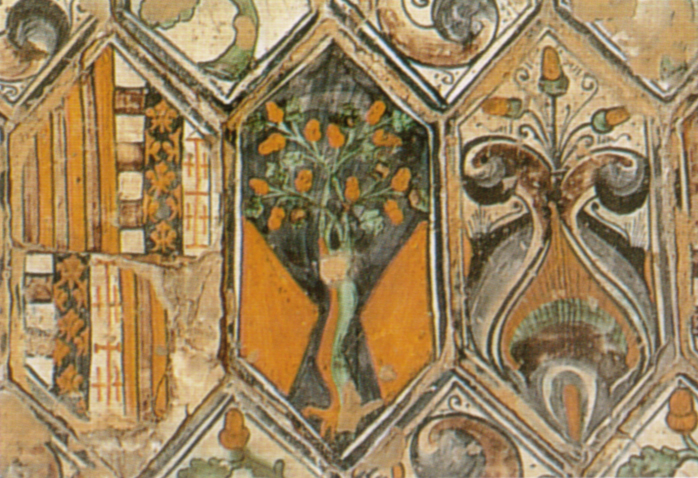
Le piastrelle di Deruta

La cappella Basso della Rovere si trova nella navata destra della basilica di Santa Maria del Popolo a Roma. Si tratta della terza partendo dalla controfacciata ed è dedicata a sant'Agostino. Vi si trova un ciclo di affreschi di Pinturicchio e bottega.

## Storia
La cappella venne fatta erigere dal vescovo Girolamo Basso della Rovere dopo che Sisto IV aveva avviato la totale ricostruzione della basilica, dal 1471 al 1484. I lavori architettonici hanno una certa ascendenza lombarda, e vengono attribuiti ad Andrea Bregno. La decorazione pittorica viene attribuita a Pinturicchio e alla sua bottega, che vi lavorò in un periodo imprecisato circoscrivibile tra il 1484, quando la cappella fu dotata, e il 1492, quando il suo patrono ebbe la sede di Palestrina invece di quella di Recanati, che è citata nell'epigrafe dedicatoria sul monumento del padre Giovanni.

## Descrizione e stile
Rispetto alla vicina Cappella del Presepio, sempre di Pinturicchio, la Cappella Basso della Rovere presenta un maggiore impegno decorativo. Un finto loggiato è infatti impostato sulle pareti della cappella a pianta esagonale, coperta da una volta costolonata di sei spicchi. Finte colonne in porfido dai capitelli corinzi dorati reggono una trabeazione continua in marmo bianco e dorato e poggiano su un basamento decorato da scranni e bassorilievi illusionistici a monocromo. Due libri dipinti, in perfetta prospettiva, poggiano su uno dei sedili dipinti, illudendo lo spettatore. La parte inferiore ha notevoli analogie con gli intarsi dello studiolo di Guidobaldo da Montefeltro già a Gubbio e oggi nel Metropolitan Museum of Art a New York. Le scene raffigurate sono: Crocifissione di Pietro, Agostino che disputa con i pagani, Martirio di santa Caterina d'Alessandria e Decollazione di san Paolo.
La profusione di decorazioni policrome ha il suo apice nelle piastrelle del pavimento, opere coeve da Deruta, che riportano imprese araldiche, alberi rovereschi, animali e altri motivi ornamentali. 
Nelle cinque lunette dipinte si trovano altrettante Storie della Vergine, oggi molto deteriorate e soggette a ridipinture. Sulla parete dell'altare si trova il grande affresco con la Madonna in trono col Bambino tra i santi Agostino, Francesco, Antonio da Padova e un santo monaco, con lunetta che mostra l'Eterno benedicente, il tutto racchiuso da una cornice marmorea ricca di decorazioni dorate. Sulle due pareti contigue si trovano due finestre centinate con gli sguanci decorati da grottesche, e in quelle successive l'affresco dell'Assunzione della Vergine e la tomba col monumento funebre di Giovanni Basso della Robbia, sormontato da una lunetta affrescata con il Cristo morto sorretto da due angeli.
La complessa decorazione pittorica, sebbene in generale sia riferibile a modi umbri, presenta le caratteristiche di più mani con accenti individuali anche molto diversi; oltre ai nomi degli aiuti delle botteghe di Pinturicchio o di Perugino si è fatto anche il nome del bolognese Amico Aspertini, che avrebbe potuto partecipare alle storie dei Martiri nei finti bassorilievi del basamento, essendo a Roma proprio in quegli anni. Una delle mani più presenti nelle scene principali, se non del Pinturicchio stesso, viene assegnata a un generico "Maestro della cappella Basso della Rovere", forse senese poiché riconoscibile anche negli affreschi della Libreria Piccolomini nel Duomo di Siena.

## Altre immagini

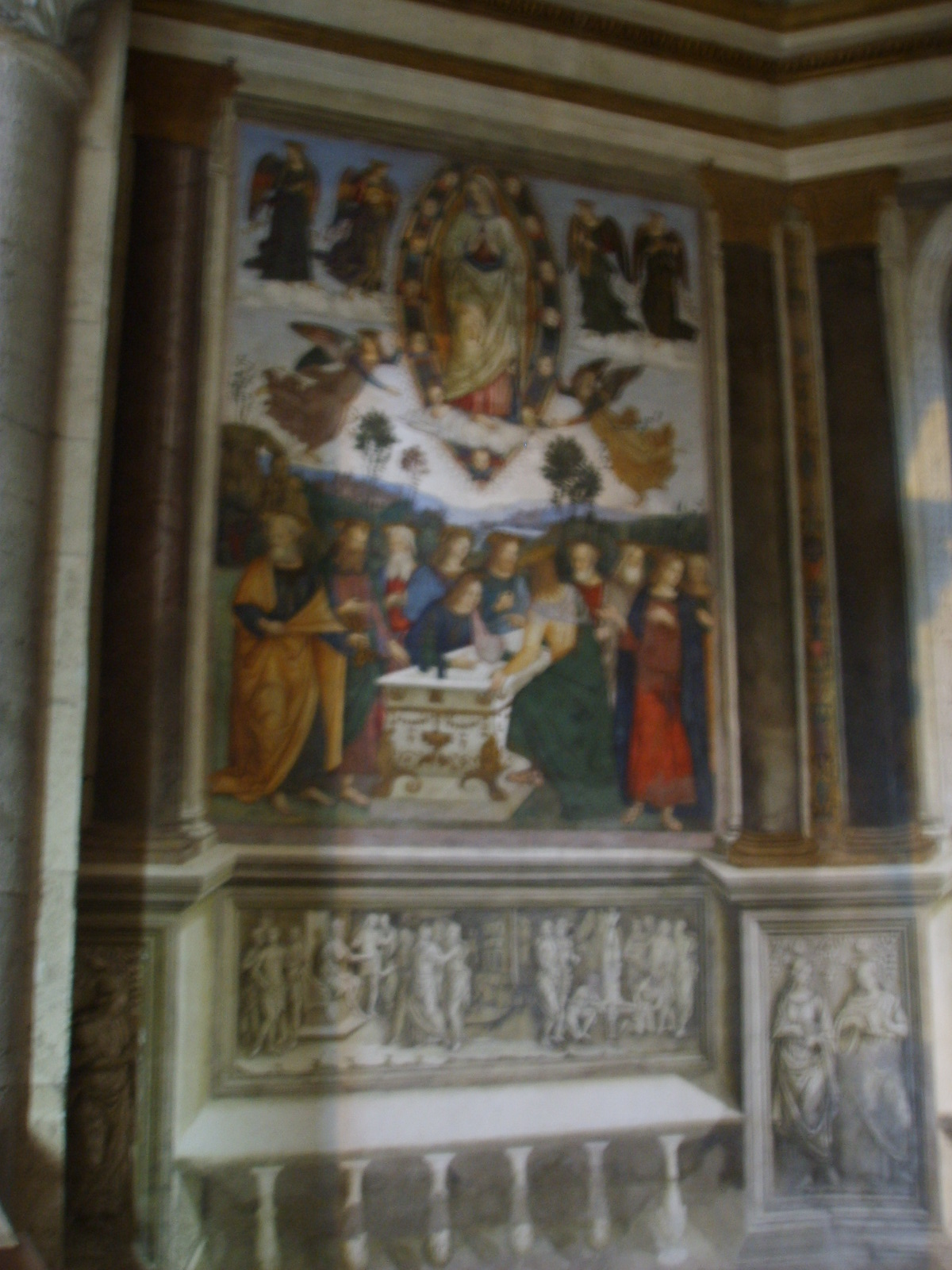
Il lato dell'Assunzione
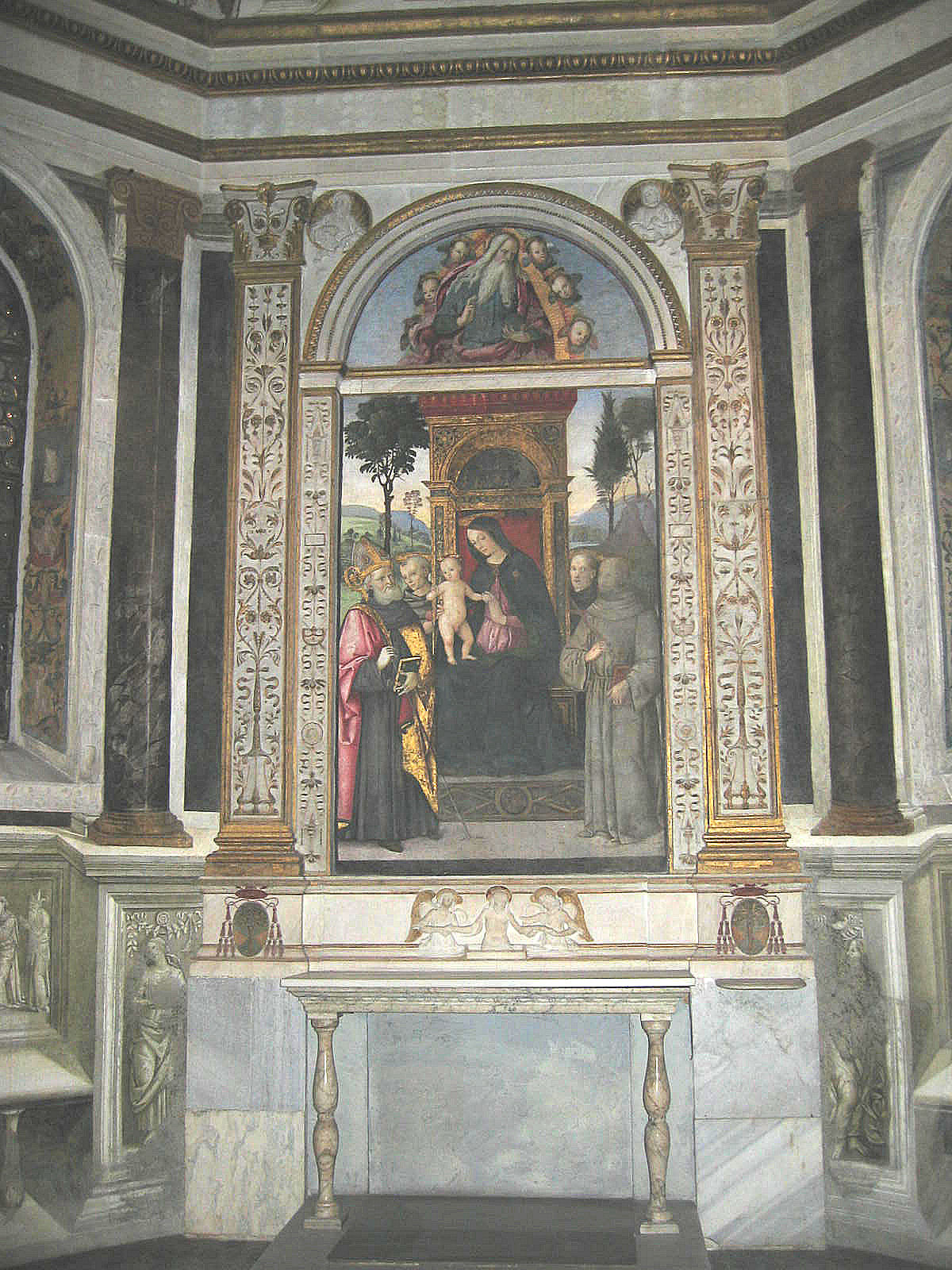
Veduta dell'altare
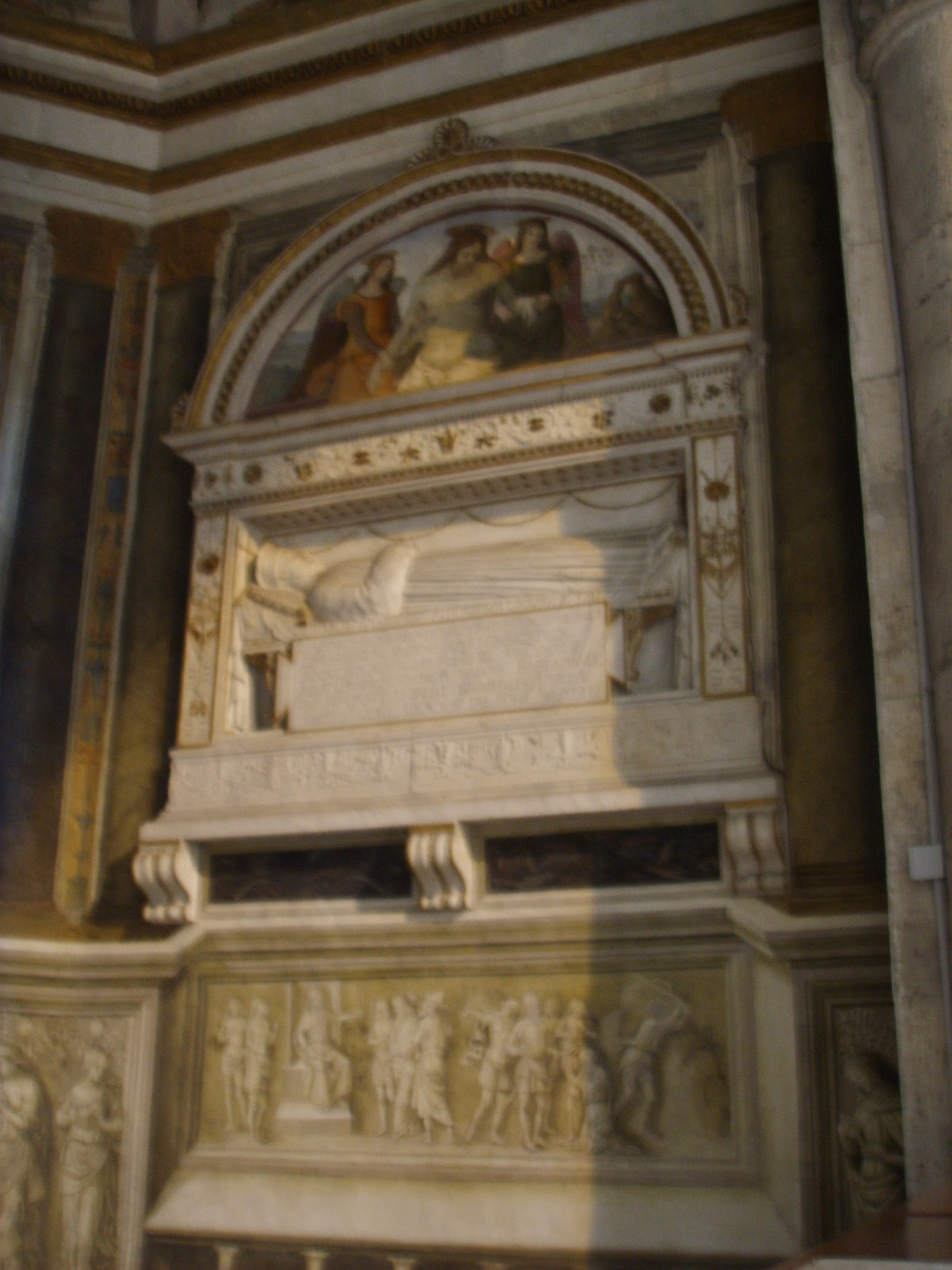
Il monumento funebre
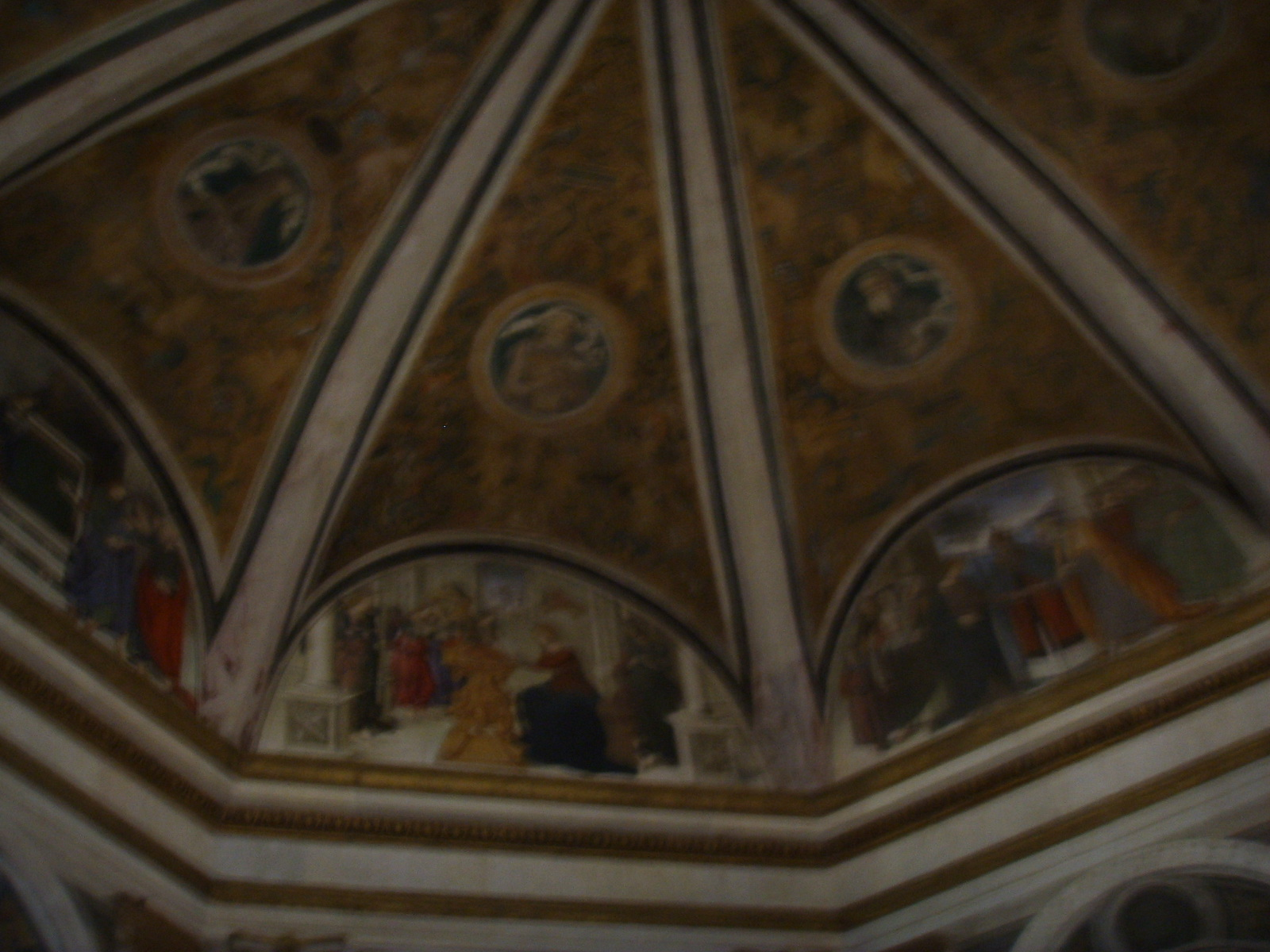
Volta